# Germania Mare
Soluția mare-germană sau soluția Germaniei Mari (în germană großdeutsche Lösung) a chestiunii germane a fost modelul unui stat național german, discutat și respins în 1848 la Parlamentul de la Frankfurt, care ar fi fost cuprins în și condus de Imperiul Austriac. Această soluție se găsea în opoziție cu soluția mic-germană, în cele din urmă adoptată, care prevedea ca toți membrii Confederației Germane, cu excepția Arhiducatului Austriei, să se afle sub hegemonia Prusiei.